# Cantone di Saint-Paterne
Il Cantone di Saint-Paterne era una divisione amministrativa dell'arrondissement di Mamers.
È stato soppresso a seguito della riforma complessiva dei cantoni del 2014, che è entrata in vigore con le elezioni dipartimentali del 2015.
Comprendeva i comuni di:
- Ancinnes
- Arçonnay
- Bérus
- Béthon
- Bourg-le-Roi
- Champfleur
- Chérisay
- Le Chevain
- Fyé
- Gesnes-le-Gandelin
- Grandchamp
- Livet-en-Saosnois
- Moulins-le-Carbonnel
- Oisseau-le-Petit
- Rouessé-Fontaine
- Saint-Paterne
- Thoiré-sous-Contensor